# Aceratorchis
Aceratorchis – mały rodzaj z rodziny storczykowatych. Obejmuje dwa (w niektórych ujęciach – jeden) epifityczne gatunki występujące w Tybecie i Junnanie oraz prowincjach centralnych Chin: Hebei, Shanxi, Syczuan, Qinghai. Rośliny z tego rodzaju rosną na górskich łąkach, stromych i piaszczystych pastwiskach, trawiastych południowych zboczach oraz cienistym i kamienistym podłożu na wysokości 3000–4500 m n.p.m.

## Morfologia
Storczyki z tego rodzaju mają wielkość około 6-15 cm. Cylindryczna i prosta łodyga z dwoma rurkowatymi osłonkami. Liście mięsiste i niewielkie. Kwiatostan posiada 1-6 małych kwiatów oraz lancetowate przylistki. Płatki są podłużne i mają trzy żyłki, wychodzące z nasady. Dolny płatek jest wklęsły i tworzy kapturek razem z pozostałymi dwoma. Boczne płatki rozkładają się na zewnątrz. Kwiaty mogą mieć kolor od fioletowo-czerwonego po blado fioletowy lub biały.

## Systematyka
Rodzaj należy do podrodziny storczykowych (Orchidoideae), rodziny storczykowatych (Orchidaceae) z rzędu szparagowatych (Asparagales).
Wykaz gatunków
- Aceratorchis albiflora Schltr. (według The Plant List to synonim A. tschiliensis)[5]
- Aceratorchis tschiliensis Schltr.